# 10723 Tobiashinse
10723 Tobiashinse este o planetă minoră (asteroid), cu un diametru de 2,69 km, din centura de asteroizi. A fost descoperită pe 3 octombrie 1986 la Brorfelde-observatoriet⁠(d) de Poul Jensen⁠(d). 
Obiectul prezintă o orbită caracterizată de o semiaxă mare de 2,2749349 UAi, o excentricitate de 0,14, o înclinație de 5,12893 ° în raport cu ecliptica.